# Сандлер, Исаак Самойлович
Исаа́к Само́йлович Са́ндлер (19 мая 1903, г. Шавли, Ковенская губерния, Российская империя — 19 мая 1970, Пермь) — советский экономист, основатель и первый декан экономического факультета (1959—1964) Пермского университета. Основатель и заведующий кафедрой отраслевых экономик (1959—1969) — родоначальника кафедр экономического факультета Пермского университета.

## Биография
Родился в уездном городе Шавли Ковенской губернии Российской империи (ныне г. Шяуляй, Литва) в семье сапожника (сандлер в переводе с идиша означает «сапожник», «башмачник»).
В 1921 получил среднее образование в г. Каунас (в тот период — столица Серединной Литвы. В СССР попал из-за преследований за коммунистическую пропаганду в годы существования Серединной Литвы и советско-польской войны.
С 1923 года работал в московской Русско-Американской индустриальной корпорации заведующим отделом переводов.
В 1924 году окончил Коммерческий институт в Берлине и с того же года до 1926 года работал в Торговом представительстве СССР в Германии (Берлин и Гамбург).
В декабре 1926 приехал в СССР, до 1929 проходил службу в РККА.
1929 по 1951 годы работал в системе химической промышленности, сначала в Москве, затем на Урале (начальник планово-экономического отдела треста Уралосновхим и др.).
С 1939 по август 1951? — заведующий кафедрой экономики химической промышленности Уральского политехнического института.
С 1947 года — кандидат экономических наук, доцент.
С августа 1951 года по 1955 — доцент кафедры экономической географии Уральского университета (зав. кафедрой — проф. В. А. Танаевский).
С 1955 года — доцент кафедры экономической географии Пермского университета (поскольку по приказу Министерства высшего образования СССР студенты и научные работники географического факультета Уральского университета были включены в его состав (вместе со студентами и преподавателями естественно-географического факультета Пермского пединститута).
В 1958 году на основании заявления И.С. Сандлера в Управление КГБ СССР по Пермской области было возбуждено дело на Шарапова Ивана Прокофьевича.
В 1959—1964 — один из организаторов и первый декан созданного в Пермском университете экономического факультета.
С 1959 по 1969 год — заведующий кафедрой отраслевых экономик Пермского университета.

## Научная деятельность
На рубеже 1950—1960-х, находясь ещё в рамках научной тематики географического факультета ПГУ, И. С. Сандлер изучал проблемы народного
хозяйства Коми-Пермяцкого национального округа, анализируя возможные перспективы его развития.
На созданной им кафедре отраслевых экономик крупнейшим научным направлением, в котором исследовательские работы вёл он сам, а также В. Ф. Тиунов и Р. А. Коренченко, стало изучение перспектив комплексного развития народного хозяйства Западного Урала.
Особенно актуальным для И. С. Сандлера стало обращение к проблемам комплексного развития промышленности Урала (в особенности химической). В 1959 г. он написал для книги «Пермская область» главу о промышленности. Вопросы комплексного развития хозяйства Пермской области стали темой нескольких его публикаций начала 1960-х: «Роль Камо-Печоро-Вычегодского соединения в развитии производительных сил Пермского экономического района» (1961), «Некоторые вопросы комплексного развития хозяйства Пермского экономического административного района» (1962). Ряд его статей был посвящён развитию транспорта Западного Урала.
В его следующих работах выдвинуты идеи строительства ряда важнейших транспортных магистралей, более глубокой переработки многообразного химического сырья Пермской области, в том числе Березниковско-Соликамского района, создания в крае нефтеперерабатывающего и лесопромышленного территориально-производственных комплексов.
В 1965 г. он написал работу «Перспективы развития хлорно-содовой промышленности Западного Урала», дающую экономическое обоснование строительства в районе Березников крупного электрохимического комбината, производящего хлорно-содовые продукты и разнообразные хлороорганические соединения.
Является автором 75 работ по вопросам экономики химической промышленности и комплексного развития территорий Урала. Среди его известных учеников — доктор экономических наук, проф. Р. А. Коренченко, доктор географических наук, проф. А. Ф. Куракин  и др.

## Административно-организаторская деятельность
И. С. Сандлер — основатель (вместе с ректором ПГУ экономистом В. Ф. Тиуновым) и первый декан экономического факультета; под его руководством факультет был создан и начал развиваться. Он проводил большую методическую работу по улучшению организации учебного процесса и воспитательной работе на факультете.
И. С. Сандлер — основатель и заведующий кафедрой отраслевых экономик Пермского университета: эта кафедра была единственной на момент создания факультета, а её заведующий — известным специалистом в области экономики химической промышленности.
Он сам лично и под его руководством сотрудники кафедры отраслевых экономик вели работу на промышленных предприятиях города и области по внедрению новых методов планирования и экономического стимулирования.
Позже при его участии на факультете последовательно образованы и другие структуры: кафедра отраслевых экономик стала родоначальником всех кафедр экономического факультета:
- В 1961/62 учебном году из неё выделилась кафедра учёта и финансов.
- В 1966/67 учебном году сформировалась кафедра планирования народного хозяйства и статистики.
- В 1969/70 году на базе кафедры отраслевых экономик и кафедры учёта и финансов была создана кафедра экономической кибернетики[11].

(В 1994 году кафедра отраслевых экономик была преобразована в кафедру экономики, предпринимательства и менеджмента; в 2009 году была переименована в кафедру менеджмента).

## Прочее
И. С. Сандлер, бывший заведующий отделом переводов Русско-Американской индустриальной корпорации и сотрудник Торгового представительства СССР в Германии, знал 9 языков.

## Награды
- Медаль «За доблестный труд в Великой Отечественной войне 1941—1945 гг.» (1945).
- Похвальный лист «За высокие производственные показатели, достигнутые в соцсоревновании» Министерства химической промышленности СССР.